# لوئیس الیزوندو
لوئیس الیزوندو (انگلیسی: Luis Elizondo) زاده حدود سال ۱۹۶۶ میلادی یک شخصیت رسانه ای و نویسنده آمریکایی است. او قبلاً توسط اداره ضد جاسوسی ارتش ایالات متحده و دفتر معاونت اطلاعات وزارت دفاع آمریکا استخدام شده بود.
او ادعا می‌کند که مدیر برنامه شناسایی تهدیدات هوافضای پیشرفته که در حال حاضر منحل شده، بوده است. برنامه ای که با ویدئوهای پنتاگون از اشیاء ناشناس پرنده مرتبط است. بیانات او در مورد نقش پنتاگون در برنامه شناسایی تهدیدات هوافضای پیشرفته توسط مقامات پنتاگون مورد اعتراض قرار گرفته است. از سال ۲۰۱۷ میلادی، او ادعا کرده است که یک توطئه دولتی برای پنهان کردن شواهدی وجود دارد که نشان می‌دهند بشقاب پرنده‌ها منشأ فرازمینی دارند.